# Pete Jolly
Pete Jolly, pseudonimo di Peter A. Ceragioli Jr., (New Haven, 5 giugno 1932 – Pasadena, 6 novembre 2004) è stato un pianista, fisarmonicista e compositore statunitense.

## Biografia
Iniziò a studiare, sotto la guida del padre (che era un fisarmonicista di buon livello), la fisarmonica già all'età di tre anni e a sette suonava in un programma radiofonico della CBS chiamato "Hobby Lobby", fu in quel periodo che adottò lo pseudonimo di Pete Jolly grazie ad un errore di pronuncia dell'annunciatore radiofonico che lo presentava con quel nome.
Contemporaneamente intraprese lezioni di pianoforte, destinato a diventare il suo strumento prediletto con il quale si esibiva in band studentesche locali.
Trasferitosi con la famiglia, ancora adolescente a Phoenix, ebbe modo di suonare in uno dei principali jazz club della città, il "Jazz Mill", con musicisti di passaggio come Benny Carter, Chet Baker e Herb Geller.
Nel 1954 si stabilì a Los Angeles dove in breve tempo la sua carriera musicale ebbe una buona accelerazione suonando prima con il chitarrista Barney Kessel (testimoniata nell'album "Live at the Jazz Mill 1954") e in seguito nei Giants del trombettista Shorty Rogers.
Nel 1955, registrò il suo primo album come leader, "Jolly Jumps In" e nello stesso anno partecipò all'incisione della colonna sonora del film "L'uomo dal braccio d'oro" (con protagonista Frank Sinatra).
Dalla metà degli anni sessanta fino alla metà degli anni ottanta, diversificò la sua attività musicale: da sideman di studio (registrò con Buddy DeFranco, Terry Gibbs, Red Norvo, Buddy Collette, Art Pepper, Mel Tormé, Marty Paich, Gerry Mulligan e tanti altri), incidendo album a proprio nome e suonando in piccoli jazz clubs.
Il suo talento sia come pianista, organista, fisarmonicista e compositore lo portò nel corso degli anni a una solida fama per le sigle di telefilm televisivi come "MASH", "Dallas", "Love Boat", "Mannix" e film (oltre 200) come per esempio "Butch Cassidy and the Sundance Kid".
"Collaboration" fu il suo ultimo album registrato nel 2001 in coppia con il pianista svedese Jan Lundgren.

## Discografia
Album
- 1955 – Jolly Jumps In (RCA Victor Records, LPM-1105)
- 1955 – Duo, Trio, Quartet (RCA Victor Records, LPM-1125)
- 1957 – When Lights Are Low (RCA Victor Records, LPM-1367) a nome "The Pete Jolly Trio"
- 1960 – Continental Jazz (Somerset Records, P-11000) a nome "Les Cinq Modernes"
- 1960 – Impossible (MetroJazz Records, E/ES 1014)
- 1962 – The Sensational Pete Jolly Gasses Everybody (Charlie Parker Records, PLP 825)
- 1963 – Little Bird (Ava Records, A/AS-22) a nome "The Pete Jolly Trio and His Friends"
- 1963 – 5 O'Clock Shadows (MGM Records, E 4127) a nome "The Pete Jolly Trio"
- 1964 – Sweet September (Ava Records, A/AS-39) a nome "The Pete Jolly Trio and Friends"
- 1964 – Hello, Jolly! (Ava Records, A/AS-51) a nome "Pete Jolly & His Trio"
- 1965 – Too Much, Baby! (Columbia Records, CL 2397/CS 9197)
- 1968 – Herb Alpert Presents Pete Jolly (A&M Records, SP-4145)
- 1969 – Give a Damn (A&M Records, SP-4184)
- 1970 – Serenata (A&M Records, AML B 1009) Raccolta, pubblicato in UK
- 1971 – Seasons (A&M Records, SP 3033)
- 1976 – Sessions, Live (Calliope Records, CAL 3010) a nome "Terry Gibbs, Pete Jolly and Red Norvo"
- 1976 – Sessions, Live (Calliope Records, CAL 3020) a nome "Terry Gibbs, Benny Carter and Pete Jolly"
- 1976 – Sessions, Live (Calliope Records, CAL 3032) a nome "Billie Holiday, Leroy Vinnegar, Jeri Southern and Pete Jolly"
- 1980 – Strike Up the Band (Atlas Records, LA27-1003) a nome "Pete Jolly & His West Coast Friends"
- 1982 – Smack Up (Warner-Pioneer Corporation, P-7566) pubblicato in Giappone, a nome "Art Pepper Quintet, Jack Sheldon, Pete Jolly, Jimmy Bond, Frank Butler"
- 1990 – "Gems": The 25th Anniversary Gem Collection (Holt Recordings, HRCD-3303) a nome "The Pete Jolly Trio"
- 1990 – The Pete Jolly Trio and Friends (V.S.O.P. Records, V.S.O.P. #78 CD) Raccolta, a nome "The Pete Jolly Trio"
- 1993 – Yours Truly (Quartet Records, QCD 1007) a nome "The Pete Jolly Trio"
- 1994 – Live in LA: The Red Chimney and Sherry's Bar Recordings (V.S.O.P. Records, V.S.O.P. #91 CD)
- 1996 – Yeah! (V.S.O.P. Records, V.S.O.P. #98 CD) a nome "The Pete Jolly Trio"
- 1996 – Bass Loaded (Cambria Records, CD-1102) a nome "Arni Egilsson, Ray Brown, Pete Jolly, Jimmie Smith"
- 2000 – Timeless (V.S.O.P. Records, V.S.O.P. #105 CD) Live registrato nel 1969, a nome "The Pete Jolly Trio"
- 2003 – Collaboration (Fresh Sound Records, FSR 5038 CD) Pubblicato in Spagna, registrato nel 2001, a nome "Pete Jolly - Jan Lundgren Quartet"
- 2005 – The Duo (V.S.O.P. Records, V.S.O.P. #115 CD) Live registrato nel 1960, a nome "Pete Jolly & Ralph Peña"
- 2007 – Quartet, Quintet & Sextet (Fresh Sound Records, FSR 2241) Raccolta, pubblicato in Spagna